# Толстохвостые сомы
Толстохво́стые сомы́ (лат. Amblycipitidae) — семейство лучепёрых рыб из отряда сомообразных.

## Описание
Обитают в южной и юго-восточной Азии: от Пакистана до Малайзии и Японии. Обитатели пресных вод. Имеют 4 пары усиков. Спинной плавник покрывает толстый слой кожи. Анальный плавник с коротким основанием (9—8 лучей); имеют жировой плавник.

## Охранный статус
Некоторые виды, например Xiurenbagrus xiurenensis, включены в Международную Красную книгу.

## Систематика
Около 30 видов. От 3 до 5 родов в зависимости от объёма принимаемых таксонов. Например, род Neobagrus рассматривается в качестве синонима рода Liobagrus.
- Род Amblyceps (Blyth, 1858)[4]
  - Виды: A. apangi — A. arunachalensis — A. caecutiens — A. carinatum — A. cerinum — A. foratum — A. horae — A. laticeps — A. macropterus — A. managois — A. mangois — A. marginatoides — A. marginatus — A. mucronatum — A. murraystuarti — A. platycephalus — A. serratum — A. tenuispinis — A. torrentis — A. tuberculatum — A. variegatum
- Род Liobagrus (Hilgendorf, 1878)[5]
  - Виды: L. andersoni — L. andersonii — L. anguillicauda — L. formosanus — L. kingi — L. marginatoides — L. marginatus — L. mediadiposalis — L. nantoensis — L. nigricauda — L. obesus — L. reinii — L. somjinensis — L. styani — L. xiurenensis

- Род Nahangbagrus (Nguyen & Vo, 2005)[6]
  - Nahangbagrus songamensis (Nguyen & Vo, 2005)

- Род Neobagrus
  - Neobagrus fuscus (Bellotti, 1892)
- Род Xiurenbagrus (Chen & Lundberg, 1995)[7]
  - Xiurenbagrus gigas (Zhao, Lan & Zhang, 2004)
  - Xiurenbagrus xiurenensis (Yue, 1981)[8][9][10][11][12][13][14][15]